# 瓦尔茨胡特县
瓦尔茨胡特县（德語：Landkreis Waldshut）是德国巴登-符腾堡州最南端的一个县，隶属于弗赖堡行政区，首府瓦尔茨胡特-廷根。

## 地理
瓦尔茨胡特县西面与勒拉赫县，北面与布赖斯高-上黑林山县，东北面与黑林山-巴尔县，东面与瑞士沙夫豪森州，东南面与瑞士苏黎世州，南面与瑞士阿尔高州相邻，南面以莱茵河作为德国和瑞士的国界。

## 县徽
瓦尔茨胡特县的县徽中央有一条银色浪型斜条将县徽分隔成右上和左下两半，象征流经瓦尔茨胡特县的莱茵河等河流；右上方绿底上有一把金色的牧师权杖，象征瓦尔茨胡特县的宗教基础；左下方蓝底上有一枚涡轮，象征电能在莱茵河上游地区经济发展中的重要角色。